# Leif Alpsjö
Leif Gösta Alpsjö, född 23 juli 1943 i Engelbrekts församling, Stockholms stad, är en svensk folkmusiker. År 1974 blev Alpsjö riksspelman på fiol och samma år började han spela nyckelharpa. Han är självlärd och sedan 1975 är han spelman på heltid.

## Diskografi
- 1980 – Leif Alpsjö och Kurt Tallroth spelar upplandslåtar (EMMA LP 1).[6]

- 1981 – Leif Alpsjö och Bo Larsson spelar upplandslåtar (EMMA LP 2).[7]

- 1981 – Gubbskivan Spelkväll i Göksby (EMMA LP 3).[8]

- 2003 – Tidlöst (AWCD-49).[9]